# Liră neozeelandeză
Lira neozeelandeză (simbolizată £ sau NZ£) a fost introdusă în 1840 și a fost valută de stat până în 1967, când a fost schimbată cu dolarul neozeelandez. 

## Bancnote
Bancnotele au fost emise de următoarele bănci din Noua Zeelandă:
- New Zealand Banking Company (1840–1845)
- Union Bank of Australia (1840–1934)
- Otago Banking Company (unsuccessful issuer in 1851)
- Oriental Bank Corporation (1857–1861)
- Bank of New South Wales (1861–1934)
- Bank of New Zealand (1861–1934)
- Commercial Bank of New Zealand (1863–1866)
- Bank of Australasia (1863–1934)
- Bank of Auckland (1864–1867)
- Bank of Otago (1864–1874)
- Colonial Bank of New Zealand (1873–1895)
- National Bank of New Zealand (1874–1934)
- Bank of Aotearoa (unsuccessful issuer c. 1886)
- Commercial Bank of Australia (1912–1934)